# Prangos
Prangos, biljni rod iz porodice štitarki raširen po Euroaziji od zapadne Europe na istok preko Srednje Azije do Mongolije. Postoji četrdesetak vrsta, od kojih su posljednje P. aricakensis otkrivene 2019. u Turskoj,  2020 Prangos iranica i 2022. Prangos munzurensis.

## Vrste
1. Prangos abieticola Aytaç & H.Duman
2. Prangos acaulis (DC.) Bornm.
3. Prangos akymatodes Rech.f. & Riedl
4. Prangos ammophila (Bunge) Pimenov & V.N.Tikhom.
5. Prangos aricakensis Behçet, Yapar & Olgun
6. Prangos asperula Boiss.
7. Prangos bucharica O.Fedtsch.
8. Prangos cachroides (Schrenk) Pimenov & V.N.Tikhom.
9. Prangos calligonoides Rech.f.
10. Prangos cheilanthifolia Boiss.
11. Prangos corymbosa Boiss.
12. Prangos crossoptera Herrnst. & Heyn
13. Prangos denticulata Fisch. & C.A.Mey.
14. Prangos didyma (Regel) Pimenov & V.N.Tikhom.
15. Prangos dzhungarica Pimenov
16. Prangos equisetoides Kuzjmina
17. Prangos eriantha (DC.) Lyskov & Pimenov
18. Prangos ferulacea (L.) Lindl.
19. Prangos gaubae (Bornm.) Herrnst. & Heyn
20. Prangos herderi (Regel) Herrnst. & Heyn
21. Prangos hermonis Boiss.
22. Prangos heyniae H.Duman & M.F.Watson
23. Prangos hulusii Senol, Yildirim & Seçmen
24. Prangos ilanae Pimenov, Akalin & Kljuykov
25. Prangos iranica Pimenov
26. Prangos lachnantha (Korovin) Pimenov & Kljuykov
27. Prangos latiloba Korovin
28. Prangos ledebourii Herrnst. & Heyn
29. Prangos longistylis (Boiss.) Pimenov & Kljuykov
30. Prangos meliocarpoides Boiss.
31. Prangos multicostata Kljuykov & Lyskov
32. Prangos munzurensis A.Duran, Lyskov & Paksoy
33. Prangos odontalgica (Pall.) Herrnst. & Heyn
34. Prangos pabularia Lindl.
35. Prangos peucedanifolia Fenzl
36. Prangos platychlaena Boiss.
37. Prangos scabrifolia Post & Beauverd
38. Prangos serpentinica (Rech.f., Aellen & Esfand.) Herrnst. & Heyn
39. Prangos trifida (Mill.) Herrnst. & Heyn
40. Prangos tuberculata Boiss. & Hausskn.
41. Prangos turcica A.Duran, Sagiroglu & H.Duman
42. Prangos uechtritzii Boiss. & Hausskn.
43. Prangos uloptera DC.

## Sinonimi
- Alococarpum Riedl & Kuber
- Cryptodiscus Schrenk ex Fisch. & C.A.Mey.
- Koelzella M.Hiroe
- Microselinum Andrz. ex Trautv.
- Neocryptodiscus Hedge & Lamond